# James Murray (biologo)
James Murray (Glasgow, 21 luglio 1865 – Oceano Artico, febbraio 1914) è stato un biologo ed esploratore scozzese.
Dopo alcuni anni trascorsi come pittore e scultore, si laurea in biologia e si specializza in botanica. Nel 1907 si unisce alla spedizione Nimrod di Ernest Shackleton in Antartide dove analizza la flora e la fauna nei pressi del rifugio di capo Royds sull'isola di Ross.
Nel 1911, all'età di 46 anni, si unì all'esploratore Percy Fawcett, Henry Costin e Henry Manley per esplorare e mappare la giungla nella regione del confine tra Perù e Bolivia. Murray, non abituato ai rigori delle regioni tropicali, se la cavò male. Fawcett deviò la spedizione per far tornare a casa Murray, talmente gravi erano le sue condizioni di salute. Raggiunse La Paz nel 1912.
Nel 1913 si imbarca sulla Karluk per la spedizione artica di Vilhjalmur Stefansson. Successivamente la nave capitanata da Robert Bartlett venne bloccata, distrutta ed affondata dai movimenti del pack; Murray ed altri tre membri dell'equipaggio morirono durante la traversata sul mare gelato nel tentativo di raggiungere l'isola Wrangel o l'isola Herald.